# Étrez
Étrez is een plaats en voormalige gemeente in het Franse departement Ain in de regio Auvergne-Rhône-Alpes en telt 642 inwoners (1999). De oppervlakte bedraagt 12,1 km², de bevolkingsdichtheid is 53,1 inwoners per km². Op 1 januari 2019 is Étrez opgegaan in de nieuwe gemeente Bresse Vallons.

## Demografie
Onderstaande figuur toont het verloop van het inwoneraantal van Étrez vanaf 1962.
Vanwege een beveiligingsprobleem met de MediaWiki Graph-software is het momenteel niet mogelijk deze grafiek weer te geven. Zodra de software is bijgewerkt zal de grafiek vanzelf weer zichtbaar worden.